# Rubus crespignyanus
Rubus crespignyanus är en rosväxtart som beskrevs av W. C. R. Watson apud Sell och Walters. Rubus crespignyanus ingår i släktet rubusar, och familjen rosväxter. Inga underarter finns listade i Catalogue of Life.